# Phyllachora glaziovii
Phyllachora glaziovii är en svampart som beskrevs av Henn. 1892. Phyllachora glaziovii ingår i släktet Phyllachora och familjen Phyllachoraceae.   Inga underarter finns listade i Catalogue of Life.